# She Wolf
| Оценки критиков      | Оценки критиков |
| Источник             | Оценка          |
| -------------------- | --------------- |
| AllMusic             | [ 1 ]           |
| Billboard            | (mixed)         |
| Entertainment Weekly | (A-)            |
| The Guardian         | [ 4 ]           |
| The New York Times   | (unfavorable)   |
| NME                  | (7/10)          |
| The Observer         | [ 7 ]           |
| PopMatters           | (5/10)          |
| Rolling Stone        | [ 9 ]           |
| Slant                | [ 10 ]          |
| Spin                 | [ 11 ]          |

She Wolf (с англ. — «Волчица») — восьмой студийный альбом колумбийской певицы Шакиры, выпущенный 9 октября 2009 года на лейбле Epic Records.
6 июля на радиостанциях вышла в эфир песня «She Wolf» (в испаноязычных странах «Loba»). Идея этой песни пришла, когда певица работала в студии над альбомом. Эта песня, по словам Шакиры, о праве выбора, праве удовлетворять свои желания. Также с последующим синглом «Did It Again» (в испаноязычных странах «Lo Hecho Está Hecho») она выступила на MTV Europe Music Awards 2009. Следующим синглом пластинки стал «Give It Up to Me», созданный совместно с Timbaland, который и стал продюсером этой песни, но клип вышел только в США и Канаде. 22 февраля 2010 вышел «Gypsy» — четвёртый сингл альбома (в испан. «Gitana»). На данный момент альбом продан в количестве 303 000 тыс. экземпляров в Соединённых Штатах. Также певица отправилась в турне She Wolf Tour.

## Музыкальные стили и лирика
She Wolf является в первую очередь электропоп альбомом, который сочетает в себе влияния от музыкальных стилей разных стран и регионов, как Африка, Колумбии, Индии и на Ближнем Востоке. Шакира назвала альбом «звуковой экспериментальной поездкой» и сказала, что исследовала народную музыку разных стран, чтобы «объединить электронику с мировыми звуками, тамбуринами, кларнетами, восточной и индуистской музыкой, дэнсхоллом и т. д.». Такие треки, как «Long Time» и «Good Stuff» включают элементы дэнсхолла.
Лирика песен на She Wolf, согласно Шакире, была написана с «очень женской точки зрения».

## Список композиций

### She Wolf
| №                   | Название                      | Текст песни                                             | Музыка                             | Продакшн                              | Длительность |
| ------------------- | ----------------------------- | ------------------------------------------------------- | ---------------------------------- | ------------------------------------- | ------------ |
| 1.                  | «She Wolf»                    | Shakira                                                 | Shakira John Hill Sam Endicott     | Shakira Hill                          | 3:10         |
| 2.                  | «Did It Again»                | Shakira Pharrell Williams                               | Shakira Williams                   | Shakira The Neptunes                  | 3:13         |
| 3.                  | «Long Time»                   | Shakira Williams                                        | Shakira Williams                   | Shakira The Neptunes                  | 2:56         |
| 4.                  | «Why Wait»                    | Shakira Williams                                        | Shakira Williams                   | Shakira The Neptunes                  | 3:43         |
| 5.                  | «Good Stuff»                  | Shakira Williams                                        | Shakira Williams                   | Shakira The Neptunes                  | 3:18         |
| 6.                  | «Men in This Town»            | Shakira                                                 | Shakira Hill Endicott              | Shakira Hill                          | 3:36         |
| 7.                  | «Gypsy»                       | Amanda Ghost Shakira Ian Dench Carl Sturken Evan Rogers | Ghost Shakira Dench Sturken Rogers | Shakira Ghost Lukas Burton Future Cut | 3:18         |
| 8.                  | «Spy» (featuring Wyclef Jean) | Shakira Jean                                            | Shakira Jean                       | Shakira Jean Jerry Duplessis          | 3:27         |
| 9.                  | «Mon Amour»                   | Shakira Albert Menendez                                 | Shakira Menendez                   | Shakira Hill                          | 4:06         |
| 10.                 | «Lo Hecho Está Hecho»         | Shakira Jorge Drexler                                   | Shakira Williams                   | Shakira The Neptunes                  | 3:13         |
| 11.                 | «Años Luz»                    | Shakira Drexler                                         | Shakira Williams                   | Shakira The Neptunes                  | 3:44         |
| 12.                 | «Loba»                        | Shakira Drexler                                         | Shakira Hill Endicott              | Shakira Hill                          | 3:09         |
| Общая длительность: | Общая длительность:           | Общая длительность:                                     | Общая длительность:                | Общая длительность:                   | 40:50        |

| №   | Название                         | Текст песни | Музыка                | Продакшн     | Длительность |
| --- | -------------------------------- | ----------- | --------------------- | ------------ | ------------ |
| 13. | «She Wolf» (Calvin Harris remix) | Shakira     | Shakira Hill Endicott | Shakira Hill | 4:46         |

| №   | Название                                        | Текст песни | Музыка                | Продакшн     | Длительность |
| --- | ----------------------------------------------- | ----------- | --------------------- | ------------ | ------------ |
| 13. | «She Wolf» (Said Mrad remix)                    | Shakira     | Shakira Hill Endicott | Shakira Hill | 5:42         |
| 14. | «She Wolf» (Fahmy & Samba's SphinxMix club mix) | Shakira     | Shakira Hill Endicott | Shakira Hill | 3:59         |
| 15. | «She Wolf» (Mindloop Collective mix)            | Shakira     | Shakira Hill Endicott | Shakira Hill | 3:44         |

| №   | Название                                 | Текст песни                                                             | Музыка                                    | Продакшн             | Длительность |
| --- | ---------------------------------------- | ----------------------------------------------------------------------- | ----------------------------------------- | -------------------- | ------------ |
| 10. | «Loba»                                   | Shakira Drexler                                                         | Shakira Hill Endicott                     | Shakira Hill         | 3:09         |
| 11. | «Lo Hecho Está Hecho»                    | Shakira Drexler                                                         | Shakira Williams                          | Shakira The Neptunes | 3:13         |
| 12. | «Años Luz»                               | Shakira Drexler                                                         | Shakira Williams                          | Shakira The Neptunes | 3:44         |
| 13. | «Give It Up to Me» (featuring Lil Wayne) | Shakira Timothy Mosley Dwayne Carter Amanda Ghost Jerome "J-Roc" Harmon | Shakira Mosley Carter Amanda Ghost Harmon | Timbaland Harmon     | 3:06         |
| 14. | «Did It Again» (featuring Kid Cudi)      | Shakira Williams Scott Mescudi                                          | Shakira Williams                          | Shakira The Neptunes | 3:50         |
| 15. | «Gypsy» (live)                           | Amanda Ghost Shakira Dench Sturken Rogers                               | Amanda Ghost Shakira Dench Sturken Rogers |                      | 3:27         |
| 16. | «She Wolf» (live)                        | Shakira                                                                 | Shakira Hill Endicott                     |                      | 3:11         |

| №  | Название                         | Длительность |
| -- | -------------------------------- | ------------ |
| 1. | «She Wolf» (music video)         | 3:49         |
| 2. | «She Wolf» (making of the video) | 16:33        |
| 3. | «Gypsy» (live)                   | 3:27         |
| 4. | «Why Wait» (live)                | 3:24         |
| 5. | «Interview»                      | 5:11         |

### Loba
| №   | Название                      | Длительность |
| --- | ----------------------------- | ------------ |
| 1.  | «Loba»                        | 3:09         |
| 2.  | «Lo Hecho Está Hecho»         | 3:13         |
| 3.  | «Años Luz»                    | 3:44         |
| 4.  | «Long Time»                   | 2:56         |
| 5.  | «Good Stuff»                  | 3:18         |
| 6.  | «Men in This Town»            | 3:36         |
| 7.  | «Gypsy»                       | 3:18         |
| 8.  | «Spy» (featuring Wyclef Jean) | 3:27         |
| 9.  | «Mon Amour»                   | 4:06         |
| 10. | «Did It Again»                | 3:13         |
| 11. | «Why Wait»                    | 3:43         |
| 12. | «She Wolf»                    | 3:10         |

| №   | Название                                  | Длительность |
| --- | ----------------------------------------- | ------------ |
| 13. | «Gitana»                                  | 3:27         |
| 14. | «Lo Hecho Está Hecho» (featuring Pitbull) | 4:24         |
| 15. | «Gypsy» (live)                            | 3:27         |
| 16. | «She Wolf» (Deeplick Club remix)          | 7:05         |
| 17. | «Loba» (Deep Mariano radio mix)           | 4:34         |

| №   | Название                                  | Длительность |
| --- | ----------------------------------------- | ------------ |
| 1.  | «Loba»                                    | 3:09         |
| 2.  | «Lo Hecho Está Hecho»                     | 3:13         |
| 3.  | «Años Luz»                                | 3:44         |
| 4.  | «She Wolf»                                | 3:10         |
| 5.  | «Did It Again»                            | 3:13         |
| 6.  | «Long Time»                               | 2:56         |
| 7.  | «Why Wait»                                | 3:43         |
| 8.  | «Good Stuff»                              | 3:18         |
| 9.  | «Men in This Town»                        | 3:36         |
| 10. | «Gypsy»                                   | 3:18         |
| 11. | «Spy» (featuring Wyclef Jean)             | 3:27         |
| 12. | «Mon Amour»                               | 4:06         |
| 13. | «Give It Up to Me» (featuring Lil Wayne)  | 3:06         |
| 14. | «Did It Again» (featuring Kid Cudi)       | 3:50         |
| 15. | «Gypsy» (live)                            | 3:27         |
| 16. | «She Wolf» (live)                         | 3:11         |
| 17. | «Lo Hecho Está Hecho» (featuring Pitbull) | 4:24         |

## Отзывы критиков
She Wolf получил в основном положительные обзоры от музыкальных критиков. В Metacritic, который присваивает нормализованный рейтинг из 100 к обзорам от господствующих критиков, She Wolf получил среднюю оценку 72 основанных на 15 обзорах, указывая «на вообще благоприятные обзоры». Стивен Томас Эрлевайн из Allmusic дал альбому очень положительный обзор и пришёл к заключению, что She Wolf — «празднование всей странной чувственности, которая выходит ночью». Саймон Возик-Левинсон от Entertainment Weekly похвалил продюсирование и музыку альбома, называя альбом «частью наиболее необычно эффективного танцпол динамита, с которым вы, вероятно, столкнётесь весь год». Нил Маккормик из The Daily Telegraph похвалил изобретательность Шакиры в альбоме и подвёл итог обзора, говоря, что «несоответственные элементы только добавляют к совершенству She Wolf Шакиры». Джонни Дэвис из The Observer назвал альбом «нелепо блестящим», в то время как Майк Дайвер из BBC Music думал, что это был «пожалуй, наиболее приятно разнообразный поп-альбом 2009 года». Бен Рэтлифф из The New York Times дал альбому отрицательный обзор и подверг критике продюсирование The Neptunes. Он завершил обзор, говоря что «не должно быть никакого американского издания Шакиры: вы просто берете её, во всей её ненормальности, или оставляете её».

## Коммерческий успех
She Wolf достиг международного коммерческого успеха. В Австрии альбом достиг 4 строчки в чарте Ö3 Austria Top 40, оставаясь в чарте в общей сложности 15 недель. После дебюта на 7 строчке в French Albums Chart, She Wolf пробыл в чарте в общей сложности 79 недель. В США She Wolf дебютировал и достиг 15 строчки в Billboard 200 с продажами 89 000 единиц. Альбом провёл в общей сложности 14 недель в чарте. She Wolf по сообщениям продался больше чем два миллиона экземпляров во всем мире.